# 아시안 하이웨이 46호선
아시안 하이웨이 46호선(AH46)은 인도를 이어주는 아시안 하이웨이 노선망으로, 카라그푸르에서 둘리아까지 이어주는 총연장 1,514 km의 거리로 이루어져 있다. 해당 노선은 옛 인도 6번 국도의 일부분으로 이루어져 있지만, 아시안 하이웨이 20호선()의 일부로 구성되어 있다.

## 주요 경유지
해당 도로는 전 구간에 걸쳐 인도를 경유하며, 총 연장은 1514km로 구성되어 있다. 그래서 인도의 수많은 도시와 마을 등을 연결하고 있는 특색을 가지고 있으며, 관통되어 있는 주들은 서벵골주, 자르칸드주, 오디샤주, 차티스가르주, 마하라슈트라주 등이 있다.

### 서벵골주
- 카라그푸르

### 자르칸드주
- 바하라고라(영어판)

### 오디샤주
- 바가르(영어판)
- 삼발푸르
- 자포카리아(영어판), 바리파다(영어판)
- 켄두자르(영어판)
- 데바가르(영어판)

### 차티스가르주
- 사라이파리(영어판)
- 라이푸르
- 빌라이
- 라즈난드가온(영어판)

### 마하라슈트라주
- 반다라(영어판)
- 나그푸르
- 암라바티
- 아콜라
- 난두라(영어판)
- 말카푸르(영어판)
- 부사왈(영어판)
- 잘가온(영어판)
- 둘리아(영어판)

## 주요 도로
AH46은 전적으로 인도 내에 위치하고 있다. 그러나 간선도로의 번호는 2010년부터 새롭게 부여되어 있는 것으로 보인다.

### 새롭게 부여된 도로 번호
- 카라그푸르 - 데바가르(영어판) : 국도 제49호선 (인도)(영어판)
- 데바가르(영어판) - 둘리아(영어판) : 국도 제53호선 (인도)(영어판)

### 옛 도로 번호
예전에 부여되어 있는 도로 번호는 국도 제6호선으로 이루어져 있다.

## 분기점
- : 카라그푸르
- : 카라그푸르 (시점)
- : 나그푸르
- : 둘리아 (종점)